# Извор Врањаш
Извор Врањаш је један од извора на падинама Фрушке горе, налази на путу Манђелос—Гргуревци, помиње још у 2. веку пре нове ере.
Водом је снабдевао тадашњи Сирмијум, једну од четири престонице Римског царства, на данашњој територији града Сремске Митровице. Извор је током своје историје био место окупљања верника. Посвећен је Светом Козми и Дамјану, што несумњиво показују и мозаици изнад воде. Изнад извора изграђена је манастирска црква која је део најмлађег фрушкогорског манастира Врањаш, која је посвећена Светом Василију Острошком. Карактеристично је то што и у највећим сушама вода излази пуним интензитетом. 
Око самог манастира, односно извора је излетиште и дубок хлад, погодан за одмор путника. 